# Ready, Set, Go!
Ready, Set, Go! è un singolo della band tedesca Tokio Hotel, pubblicato come secondo estratto dall'album di debutto internazionale Scream. Il brano ha riscosso un discreto successo nell'airplay radiofonico.
La versione originale in lingua tedesca del brano si intitola Übers Ende der Welt.

## Descrizione
Il singolo segna il debutto della band nel Regno Unito: questo è stato il primo singolo della band pubblicato in UK e, nella stessa data, è uscito anche in tutto il resto d'Europa. Visto il discreto successo della band in Regno Unito, la loro casa discografica ha deciso di pubblicare l'album Scream in versione UK a inizio 2008. Si tratta inoltre del secondo singolo della band estratto dall'album Scream per il mercato statunitense, pubblicato a marzo 2008. 
Il brano è contenuto anche nella compilation Striscia la Compilation 2008, una raccolta che contiene i brani degli stacchetti delle veline di Striscia la notizia.

## Il video
Nel video figurano i quattro componenti del gruppo che camminano con carichi pesanti legati a delle catene, in quanto prigionieri obbligati ai lavori forzati, assieme ad altre persone. Durante le riprese i Tokio Hotel suonano in un angolo a parte. Verso la fine, il gruppo, assieme alle altre persone, trova una via d'uscita (un tubo fognario dal quale risalire) e riescono a fuggire. Il pezzo finale del video riprende i quattro sopra un grattacielo. La durata del video è di 4:05 minuti.
Il video è stato ispirato dalla pubblicità del 1984: Apple's 1984 Macintosh "1984".

## Tracce
CD single
1. Ready, Set, Go! – 3:34
2. Übers Ende der Welt (single version) – 3:35
3. Übers Ende der Welt (acoustic version) – 3:27
4. Hilf mir fliegen – 3:44

CD UK single
1. Ready, Set, Go! – 3:34
2. Live Every Second – 3:51

CD maxi single
1. Ready, Set, Go! – 3:34
2. Ready, Set, Go! (Grizzly remix) – 3:16
3. Black – 3:21
4. Ready, Set, Go! (music video)

## Classifiche
| Classifica (2007/08) | Posizione massima |
| -------------------- | ----------------- |
| Belgio (Fiandre)     | 26                |
| Belgio (Vallonia)    | 5                 |
| Canada               | 84                |
| Paesi Bassi          | 31                |
| Portogallo           | 3                 |
| Stati Uniti          | 119               |